# 东光站 (沧州)
东光站，位于中华人民共和国河北省沧州市东光县，是京沪铁路上的火车站，建于1910年，由中国铁路北京局集团管辖。

## 歷史
- 建于1910年。

## 車站周邊
- 东光汽车站
- 东光县城市管理局

## 外部連結
- 中国铁路客户服务中心（页面存档备份，存于）